# وجدان: بیداری روح
وجدان: بیداری روح (انگلیسی: Zameer: The Awakening of a Soul) یک فیلم است که در سال ۱۹۹۷ منتشر شد. از بازیگران آن می‌توان به شیلپا شتی و قادر خان اشاره کرد.

## خلاصه داستان
کیشان، دزد بی خانمانی است که در بمبئی مشغول دزدی است. یک روز او هنگام فرار از دست پلیس سوار قطار شده و از قضا سر از شهر جمالپور درمی‌آورد. در جمالپور او با دزد دیگری ملقب به بی خیال آشنا می‌شود. خیلی زود کیشان متوجه می‌شود که شخصی بنام راجا گاجراج بر سرتاسر شهر جمالپور سایه وحشت افکنده و حتی قانون و پلیس شهر بازیچه دست او هستند. وقتی تنها کسی که حاضر به مبارزه علیه گاجراج شده یعنی ساتکام به قتل می‌رسد، این کیشان است که مشعل مبارزه با او را بدست می‌گیرد. از سوی دیگر مردی بنام جی چاند که سالها بخاطر حفاظت از سه عروسش به گاجراج خدمت می‌کرده از کیشان حمایت می‌کند تا بتواند در جنگ با گاجراج به پیروزی دست یابد و…

## بازیگران و صداپیشگان
| نقش         | بازیگر            | دوبلُر         |
| کیشان       | سانجای کاپور      | خسرو خسروشاهی |
| روما        | شیلپا شتی         | شهلا ناظریان  |
| راجا گاجراج | پارش راوال        | پرویز ربیعی   |
| جی چند      | اوم پوری          | حسین عرفانی   |
| بی خیال     | لاکسمیکانت برد    | اصغر افضلی    |
| کورانا      | گلشن گروور        | ناصر نظامی    |
| رام پراساد  | قادر خان          | حسین عرفانی   |
| چیتی        | شاکتی کاپور       | پرویز ربیعی   |
| بابو        | آسرانی            | تورج نصر      |
| کومار       | آریف خان          | غلامرضا صادقی |
| آقا معلم    | کولبوشان کارباندا | ناصر احمدی    |
| ساتکام      | ساتیاجیت پوری     | بهمن هاشمی    |